# Jim Hall (coureur)

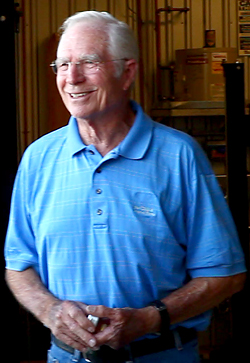
Jim Hall

Jim Hall (Abilene (Texas), 23 juli 1935) is een voormalig Formule 1-coureur uit de VS. Hij reed tussen 1960 en 1963 twaalf Grands Prix voor het team Lotus. In 1997 werd hij opgenomen in de International Motorsports Hall of Fame.